# 吴氏太极拳
吳式太極拳是太極拳的一種，亦稱「吳家太極拳」（其家族對之的稱呼）或「吳式太極拳」，主要從楊式太極拳的拳式發展創新的。楊式太極拳原有大架和小架之分，吳式太極拳是在楊氏小架拳式基礎上逐步修訂的。

## 創辦人
吳鑑泉（1870年—1942年），滿族人，本姓烏佳哈拉氏，中華民國成立後隨漢人習俗，取漢姓「吳」（以「吳」與「烏」諧音），河北省大興縣人，自幼從其父全佑學太極拳。全佑（1834年—1902年）又在北京從楊露禪學拳。許禹生在《太極拳勢圖解》裏寫道：「當露禪先生充旗營教師時，得其真傳蓋三人：萬春、淩山、全佑是也；一勁剛、一善發人、一善柔化；或謂三人各得先生之一體，有筋骨皮之分。」
全佑任端王府（載漪）侍衛時先學楊露禪的大架，後又學楊班侯初改的小架互相吸收融化，傳至其子吳鑑泉時，又經數十年的融化和發展，遂形成柔化爲主的一種緊湊、大小適中的拳術，即吳氏太極拳。吳氏太極拳共108式（不同的招式分解可能有不同的計數），不僅在中國國內，而且在美國和東南亞一帶也頗爲盛行。

## 特色
吳氏太極拳以柔化著稱，動作輕鬆自然，連續不斷，拳式小巧靈活。拳架由開展而緊湊，緊湊中不顯拘謹。推手動作嚴密、細膩，守靜而不妄動，亦以柔化見長。

## 內容
吳氏太極拳內容如下：

1)拳套（或稱套路）：傳統為108式，分慢架（或稱關節拳、方架）及快架（或稱圓拳、貫串拳、老架），另有以發勁為主的快拳。套路有六個階層：形、勢、意、勁、氣、神。第一階層：形，指初形，乃初學者要有的基本拳架姿勢。第二階層：勢，指定勢，要求動作開展，拳架定方、定向、定位正確。第三階層：意，指鬆意，要求動作貫串，招式轉換之間不停留，動作連綿不斷，巧妙之處在於肩的作用。第四階層：勁，指筋勁，要求動作緊湊，渾身是勁，巧妙之處在於肘的作用；練到此勁的階層，動作要有鬆有緊，正所謂鬆中有緊、緊中有鬆。第五階層：氣，指行氣，要求內靜，拳架動作以氣帶動，巧妙之處在於腰胯、丹田的作用；練到此氣的階層，發勁會加添爆炸力。第六階層：神，指神明，乃虛靈之境界，是吳氏太極拳最高深的一層。近年吳氏五代孫吳光宇為符合國際比賽而制定54式套路。
2)刀：傳統太極刀為比較幼身之單刀（見陳小旺所著之「中國陳氏太極拳」），然吳氏之太極刀自吳鑑泉一代採用較闊身之鬼頭刀（或稱大刀）。據四代孫吳大新言，鬼頭刀之優點為一、刀背之突出點令作背刀動作時更能掌握身體對刀的感覺；二、較有利加入左刀推刀之動作及三、較重之鬼頭刀更能發揮以刀法鍛鍊發勁之目的。吳氏太極刀共108式，另有雙刀。
3)劍：上海以馬岳樑主持之上海鑑泉太極拳社劍式為兩路，分別稱乾坤、七星；香港以三世孫吳公儀主持之香港鑑泉太極拳社則合二路為一路，共108式，招式基本相同，兩者皆另有雙劍。
4)槍/杆：共兩路:二十四式槍長六尺，為地上所用；十三式槍為十三尺，為馬上所用，亦可以槍鍛鍊發勁與身體之協調。
5)內功/氣功：吳氏太極拳有關之氣功種類繁多，包括各種氣功、拳式定椿及站禪等，並有吐納功小周天及大周天。氣功包括抗打訓練。
6)推手：有四正、四隅、進退步、斜角步、連環步、俯仰、滾肘、中原、懶牛筋、九宮步、大履步及採浪花等。

## 人物
吳家家族主要傳人如下：
- 第一代：吳全佑
- 第二代：吳鑑泉
- 第三代：吳公儀（吳鑑泉長子）、吳公藻（吳鑑泉次子）、吳英華（吳鑑泉長女）、馬岳梁（吳英華夫婿）
- 第四代：吳大揆（吳公儀長子）、吳大齊（吳公儀次子）、吳雁霞（吳公儀長女）、吳大新（吳公藻之子）、郭少炯（吳雁霞夫婿）、馬海龍、馬江虎、馬江豹、馬江熊、馬江麟等（馬岳樑子），此外，還有一位吳大政和吳燕霞，這兩人多不見於經傳。
- 第五代：吳光宇（吳大揆長子）、吳小鳳（吳大揆長女）
- 第六代：吳仲謙（吳光宇長子）、吳仲偉（吳光宇次子）

主要入門弟子：
- 第一代：
- 第二代：王茂斋（吳全佑首徒）
- 第三代：赵铁庵（吴鉴泉、王茂斋共传弟子）、王子英、吳圖南（页面存档备份，存于）（亦曾受教于杨少侯）、徐致一（著有《吳式太極拳》）、鄭榮光（吳鑑泉弟子）、楊禹廷等（王茂斋弟子）
- 第四代：李经梧、李秉慈、鍾岳平、蔡乃標、區國旋（吳公儀弟子）、蕭維隆、馮天錫（吳公儀弟子）、吳國泰（吳公儀弟子）、霍潔泉（吳公儀弟子）、莫斐（吴图南弟子后传其子莫韫龙）、馬有清（吳圖南（页面存档备份，存于）弟子）、王培生（楊禹廷弟子）、马汉清等（楊禹廷弟子）
- 第五代：陳昌立（吳大揆弟子、第一任可風中學校長）、徐汝松（吳大揆弟子）、莫池[2]（吳大揆弟子）、黎威祥（吳大揆弟子）、胡令筠（吳雁霞弟子）、陳守成、徐達之（吳大新弟子）
- 第六代：香立智[3]（吳光宇首徒）、徐成業（吳光宇弟子）、柯愈群（吳光宇弟子）、莊杰倆（吳光宇弟子）、袁偉強（吳光宇弟子）、陳淮傑（吳光宇弟子）、姚家祥（吳光宇弟子）、陳宇（吳光宇弟子）、梁秦（吳光宇弟子）、陳凱榮（吳光宇弟子）、周繼昌（吳光宇弟子）、張美華（吳光宇弟子）、潘冠熙（吳光宇弟子）、陳啟明（吳光宇弟子）、梁燦泉（吳光宇弟子）、周李艷蘭（吳光宇弟子）、林朗秋（吳光宇弟子）、Victor Mouquin（吳光宇弟子）、蔡文雄（吳光宇弟子）、李偉明（吳光宇弟子）、林祥萍（吳光宇弟子）、黃永康（吳光宇弟子）、黃永亨（吳光宇弟子）、鍾潔美（吳光宇弟子）、樊煉志（吳光宇弟子）、林向榮（吳光宇弟子）、林錦明（吳光宇弟子）、黃天成（吳光宇弟子）、陳之威（吳光宇弟子）

## 吳家歷代掌門人

### 吳家家族
吳鑑泉（1911 - 1942，自清室滅亡吳鑑泉自御前侍衛一職退下起計）

吳公儀（吳鑑泉長子，1942 - 1968）

吳大揆（吳公儀長子，1970 - 2011）

吳大齊（吳公儀次子，1972-）

吳雁霞（吳公儀長女，1993 - ）

吳大新（吳公藻之子，2001 - ）

吳光宇（吳大揆長子，2005 - ）

### 中國大陸
由於吳公儀及其族人南遷香港，吳鑑泉創建之上海鑑泉太極拳社於1980年重開後主持人如下：

吳英華（吳鑑泉長女，卒於2003年）、馬岳樑（吳英華夫婿，卒於1998年）

馬海龍（吳英華長子，1998 -）

### 海外
吳英華第三子馬江豹教學於德國。
金叶博士，吴英华马岳梁的外孙女，在英国与欧洲教拳(http://www.yinghua-wu-style.org/)。%5B%5D

## 吳家四大寇
指吳家第四代吳公儀長子吳大揆為首，弟子鍾岳平、李國榮及馮天錫，常結伴到各處遊歷，與同行切磋交流。

## 吳家四大金剛
指吳家第五代四位高手，以吳公儀長孫吳光宇為首，並加以其師弟陳昌立、吳文表及陳守成。

## 相關著作
家族成員著作：
- 《吳家太極拳》，吳公藻著。（原名《吳家太極拳講義》，俗稱「金書」，最早版本面世於1932年，於1980年再版加入吳家線裝本「太極法說」及吳鑑泉、吳公儀拳照）
- 《正宗吳式太極拳》，吳英華、馬岳樑著。
- 《吳式太極拳推手》，吳英華、馬岳樑著。
- 《吳家太極拳 - 108式關節動作》，吳光宇、香立智著（非出版刊物，只於鑑泉太極拳社傳閱）

門人弟子著作：
- 《吳式太極拳》，徐致一著（吳鑑泉弟子）
- 《太極拳之研究》，吳圖南（页面存档备份，存于）著（吳鑑泉弟子）
- 《實用太極拳推手教材》，陳昌立著（吳大揆弟子）
- 《吳家太極實戰述真》，陳守成著（吳大新弟子）
- 《吳家輪椅太極拳講義》，柯愈群著（吳光宇弟子，香港傷殘青年協會輪椅太極班講義）

## 参見
- 南拳
- 拳術發展歷史
- 中國武術門派
- 太极拳

## 註解
1. ↑  .   [2020-06-25]. （原始内容存档于2020-10-25）.
2. ↑  莫池死於腸癌，於2006年6月6日星期二於香港九龍紅磡的萬國殯儀館舉殯，享年七十有八
3. ↑  香立智乃已故投資名家香植球四子
4. ↑  吳大齊雖曾為香港鑑泉社掌門，但他死後，其妻梁少馨偕女吳穎文、吳穎思、吳穎恩另外成立一「吳家太極拳總社」，跟香港的鑑泉社分庭抗禮
5. ↑  .   [2020-06-25]. （原始内容存档于2020-10-21）.
6. ↑  .   [2020-06-25]. （原始内容存档于2020-08-06）.